# Ali Saeed Abdulla
Ali Saeed Abdulla (Baréin; 24 de septiembre de 1979) es un exfutbolista de Baréin que jugaba en la posición de guardameta.

## Carrera

### Club
| Periodo   | Club           |
| --------- | -------------- |
| 2003-2009 | Al-Ahli Manama |
| 2009-2011 | Riffa SC       |
| 2011-2012 | Muscat Club    |
| 2012–2014 | Al-Seeb Club   |

### Selección nacional
Jugó para Baréin en 22 ocasiones de 2003 a 2012, participó en los Juegos Asiáticos de 2002 y la Copa Asiática 2004.

## Logros
- Copa del Rey de Baréin (1): 2003